# РТ-15
РТ-15 (индекс ракеты — 8К96, по классификации НАТО — SS-X-14 Scamp/Scapegoat) — советская баллистическая ракета среднего радиуса действия в составе подвижного ракетного комплекса наземного базирования 15П696.
В 1970 году комплекс 15П696 с БРСД РТ-15 был принят в опытную эксплуатацию для отработки вопросов боевого применения СПУ, на боевое дежурство комплекс не ставился.

## История разработки
4 апреля 1961 года вышло постановление ЦК КПСС и СМ СССР № 316—137, в котором ОКБ-1 С. П. Королёва назначалось головным по созданию нового стационарного ракетного комплекса с твердотопливной МБР, оснащенной моноблочной ГЧ и получившей обозначение РТ-2 (8К98). В постановлении предусматривалась, в том числе, разработка подвижного ракетного комплекса на гусеничном ходу с ракетой 8К96 с дальностью 2500 км и его шахтного варианта. Для создания РТ-15 использовались двигатели второй и третьей ступеней РТ-2. Королёв был председателем Совета главных конструкторов и курировал работы как по РТ-2, так и по РТ-15.
Предполагалось использовать ракету в составе подвижного (15П696) и стационарного (15П069) комплексов. Пусковые установки 15У64 стационарного комплекса 15П096 были разработаны в ЦКБ-34 (КБСМ) главным конструктором В. Ф. Лендером и изготовлены заводом «Большевик» (две ПУ) для монтажа в сооружениях, построенных на ГЦП-4, где должны были проводиться лётно-конструкторские испытания (ЛКИ). Однако, на этапе монтажа пусковых установок работы были прекращены и в дальнейшем работы велись только по подвижному комплексу 15П696.
Работы по ракетному комплексу 15П696 возглавил главный конструктор ЦКБ-7 (КБ завода «Арсенал») Пётр Александрович Тюрин, стартовый комплекс проектировал главный конструктор ЦКБ-34 В. В. Чернецкий. В 1962 году ЦКБ-34 был разработан эскизный проект комплекса, а КБ-3 Кировского завода под руководством главного конструктора Ж. Я. Котина были разработаны рабочие чертежи пусковых установок (гусеничный «объект 815»). Кировский завод изготовил две пусковые установки. Испытания планировали начать в III квартале 1963 года. Однако, Постановлением правительства СССР от 16 июня 1963 года, из-за задержки в отработке твёрдого топлива, начало испытаний было перенесено — до получения положительных результатов по ракете РТ-2 (8К98). Соответственно, все работы по 8К96 были приостановлены.
В августе 1965 года, после выдачи заказчиком дополнения к тактико-техническим требованиям (ТТТ), потребовалась доработка эскизного проекта комплекса. В частности, требовалось, чтобы старт ракеты осуществляться непосредственно из транспортно-пускового контейнера (ТПК). Изменения в ТТТ были настолько значительны, что потребовали разработки новой пусковой установки, новой структуры и состава комплекса.

Объём работ был явно невыполним в установленные сроки начала лётных испытаний — II квартал 1966 года, поэтому, по согласованию с заказчиком, испытания были начаты с сокращённым составом оборудования, а по мере готовности оборудования состав комплекса пополнялся до предусмотренного ТТТ уровня.
Самоходная пусковая установка ракетного комплекса впервые была показана на военном параде в Москве на Красной площади в 1965 году. Она имела ТПК ракеты, использовавшийся на ранних стадиях проектирования комплекса.

### Русскоязычные ссылки
- Ракетный комплекс средней дальности 15П696 с ракетой 8К96 (РТ-15)
- Сайт 44 РП — БРСД РТ-15 (недоступная ссылка)
- Мобильный баллистический ракетный комплекс среднего радиуса действия РТ-15 SS-X-14 «Spacegoat»

### Иноязычные ссылки
- Global Security: RT-15 (англ.)